# اینتنز
اینتنز (انگلیسی: IntEnz) که برگرفته از عبارت انگلیسی «پایگاه داده ارتباطی آنزیم» (انگلیسی: Integrated relational Enzyme database) است، یک پایگاه داده‌است که حاوی اطلاعات مربوط با آنزیم‌ها بر پایهٔ عدد گروه آنزیمی آنهاست و نسخهٔ رسمی «سامانهٔ نام‌گذاری آنزیم‌ها» محسوب می‌شود که توسط «اتحادیهٔ بین‌المللی بیوشیمی و زیست‌سناسی مولکولی» ایجاد شد.